# Ginevra Giovannoni Zacchi
Ginevra Giovannoni Zacchi   (Bolonya, 1839 - Bolonya, abril 1899) fou una soprano italiana.
Fou la tercera soprano de l'òpera del Caire durant la seva primera temporada. A partir dels anys 60 apareix a les principals òperes d'Itàlia, i a Londres, Madrid i al Liceu de Barcelona, sobretot als rols de Lucrezia Borgia i Leonora a Il trovatore.